# Hausdorf (Kamenz)
Hausdorf ist ein Ortsteil der Stadt Kamenz im sächsischen Landkreis Bautzen. Der Ort liegt nordwestlich der Kernstadt Kamenz. Die B 97 verläuft nördlich und die S 94 östlich.

## Geschichte
Am 1. Januar 2019 wurde Hausdorf nach Kamenz eingemeindet. Vor der Eingemeindung nach Kamenz gehörte es zur Gemeinde Schönteichen.

## Kulturdenkmale
In der Liste der Kulturdenkmale in Hausdorf (Kamenz) sind für Hausdorf drei Kulturdenkmale aufgeführt.

## Naturschutzgebiete
Nordöstlich vom Ort erstreckt sich das 824,6 ha große Naturschutzgebiet Teichgebiet Biehla-Weißig.